# Mike Posner
Michael Robert Henrion "Mike" Posner, född 12 februari 1988 i Detroit, är en amerikansk singer-songwriter, poet och musikproducent. Posner släppte sitt debutalbum 31 Minutes to Takeoff, den 10 augusti 2010. Albumet innehåller bland annat Billboard Hot 100-singeln "Cooler than Me", och "Please Don't Go". 2016 släppte Posner sitt andra album, At Night, Alone. 2015 släpptes en remix på Posners "I Took a Pill in Ibiza" (från At Night, Alone.) av norska trion Seeb, som toppade top-10-listor i 27 länder, samt femteplats på Billboard Hot 100. 
Posner är även med i musikgruppen Mansionz.

## Diskografi (solo)
Studioalbum
- 2010 – 31 Minutes to Takeoff
- 2016 – At Night, Alone.
- 2017 – Mansionz (med blackbear)

EPs
- 2010 – Cooler than Me
- 2015 – The Truth

Singlar
- 2010 – "Cooler than Me" (US #6)
- 2010 – "Please Don't Go" (US #16)
- 2011 – "Bow Chicka Wow Wow" (med Lil Wayne) (US #30)
- 2011 – "Looks Like Sex"
- 2015 – "I Took a Pill in Ibiza" (Seeb remix) (US #4)
- 2016 – "Be As You Are
- 2016 – "Buried in Detroit"